# Spårväg City
| Streckenverlauf des Projekts Spårväg City |                      |                                             |                                             |
| Spurweite: | 1435 mm (Normalspur) |                                             |                                             |
| Stromsystem: | 750 =                |                                             |                                             |
| |                      |                                             |                                             |
| \| \| \| 7 T-Centralen Übergang 10 11 13 14 17 18 19 \| \| \| \| \| Sergels torg (bis 2015) \| \| \| \| \| Kungsträdgården \| \| \| \| \| \| \| \| \| \| Norrmalmstorg (nur 7N) \| \| \| \| \| \| \| \| \| \| \| \| \| \| \| Nybroplan \| \| \| \| \| Styrmansgatan \| \| \| \| \| Djurgårdsbron \| \| \| \| \| Djurgårdsbron (60 m) \| \| \| \| \| Nordiska museet/Vasamuseet \| \| \| \| \| Hazeliusporten (bis 2009) \| \| \| \| \| Depot Allkärrshallen \| \| \| \| \| Liljevalchs/Gröna Lund \| \| \| \| \| \| \| \| \| \| Skansen/Djurgårdsslätten \| \| \| \| \| Wendeschleife Skansen \| \| \| \| \| \| \| \| \| \| Djurgårdsskolan \| \| \| \| \| \| \| \| \| \| Bellmansro \| \| \| \| \| Waldemarsudde \| \| \| \| \| \| \| |                      |                                             |                                             |
| U-Bahn-Kopfbahnhof Streckenanfang |                      | 7 T-Centralen Übergang 10 11 13 14 17 18 19 | 7 T-Centralen Übergang 10 11 13 14 17 18 19 |
| ehemaliger U-Bahn-Haltepunkt / Haltestelle |                      | Sergels torg (bis 2015)                     | Sergels torg (bis 2015)                     |
| U-Bahn-Haltepunkt / Haltestelle |                      | Kungsträdgården                             | Kungsträdgården                             |
| U-Bahn-Strecke · U-Bahn-Strecke von links · U-Bahn-Strecke von rechts |                      |                                             |                                             |
| U-Bahn-Strecke · U-Bahn-Strecke geradeaus · U-Bahn-Haltepunkt / Haltestelle |                      | Norrmalmstorg (nur 7N)                      | Norrmalmstorg (nur 7N)                      |
| U-Bahn-Abzweig geradeaus und von links · U-Bahn-Strecke nach rechts · U-Bahn-Strecke |                      |                                             |                                             |
| U-Bahn-Abzweig geradeaus und von links · U-Bahn-Strecke quer · U-Bahn-Strecke nach rechts |                      |                                             |                                             |
| U-Bahn-Haltepunkt / Haltestelle |                      | Nybroplan                                   | Nybroplan                                   |
| U-Bahn-Haltepunkt / Haltestelle |                      | Styrmansgatan                               | Styrmansgatan                               |
| U-Bahn-Haltepunkt / Haltestelle |                      | Djurgårdsbron                               | Djurgårdsbron                               |
| U-Bahn-Brücke über Wasserlauf |                      | Djurgårdsbron (60 m)                        | Djurgårdsbron (60 m)                        |
| U-Bahn-Haltepunkt / Haltestelle |                      | Nordiska museet/Vasamuseet                  | Nordiska museet/Vasamuseet                  |
| ehemaliger U-Bahn-Haltepunkt / Haltestelle |                      | Hazeliusporten (bis 2009)                   | Hazeliusporten (bis 2009)                   |
| U-Bahn-Betriebs-/Güterbahnhof Streckenanfang und quer · U-Bahn-Abzweig quer und von links · U-Bahn-Abzweig geradeaus, nach rechts und von rechts |                      | Depot Allkärrshallen                        | Depot Allkärrshallen                        |
| U-Bahn-Strecke · U-Bahn-Haltepunkt / Haltestelle |                      | Liljevalchs/Gröna Lund                      | Liljevalchs/Gröna Lund                      |
| U-Bahn-Strecke nach links · U-Bahn-Abzweig geradeaus, nach rechts und von rechts |                      |                                             |                                             |
| U-Bahn-Haltepunkt / Haltestelle |                      | Skansen/Djurgårdsslätten                    | Skansen/Djurgårdsslätten                    |
| U-Bahn-Abzweig geradeaus und nach links · U-Bahn-Strecke von rechts |                      | Wendeschleife Skansen                       | Wendeschleife Skansen                       |
| U-Bahn-Abzweig geradeaus, nach links und von links · U-Bahn-Strecke nach rechts |                      |                                             |                                             |
| U-Bahn-Haltepunkt / Haltestelle |                      | Djurgårdsskolan                             | Djurgårdsskolan                             |
| U-Bahn-Abzweig geradeaus und nach links · U-Bahn-Strecke von rechts |                      |                                             |                                             |
| U-Bahn-Strecke · U-Bahn-Haltepunkt / Haltestelle |                      | Bellmansro                                  | Bellmansro                                  |
| U-Bahn-Haltepunkt / Haltestelle · U-Bahn-Strecke geradeaus |                      | Waldemarsudde                               | Waldemarsudde                               |
| U-Bahn-Strecke nach links · U-Bahn-Strecke nach rechts |                      |                                             |                                             |

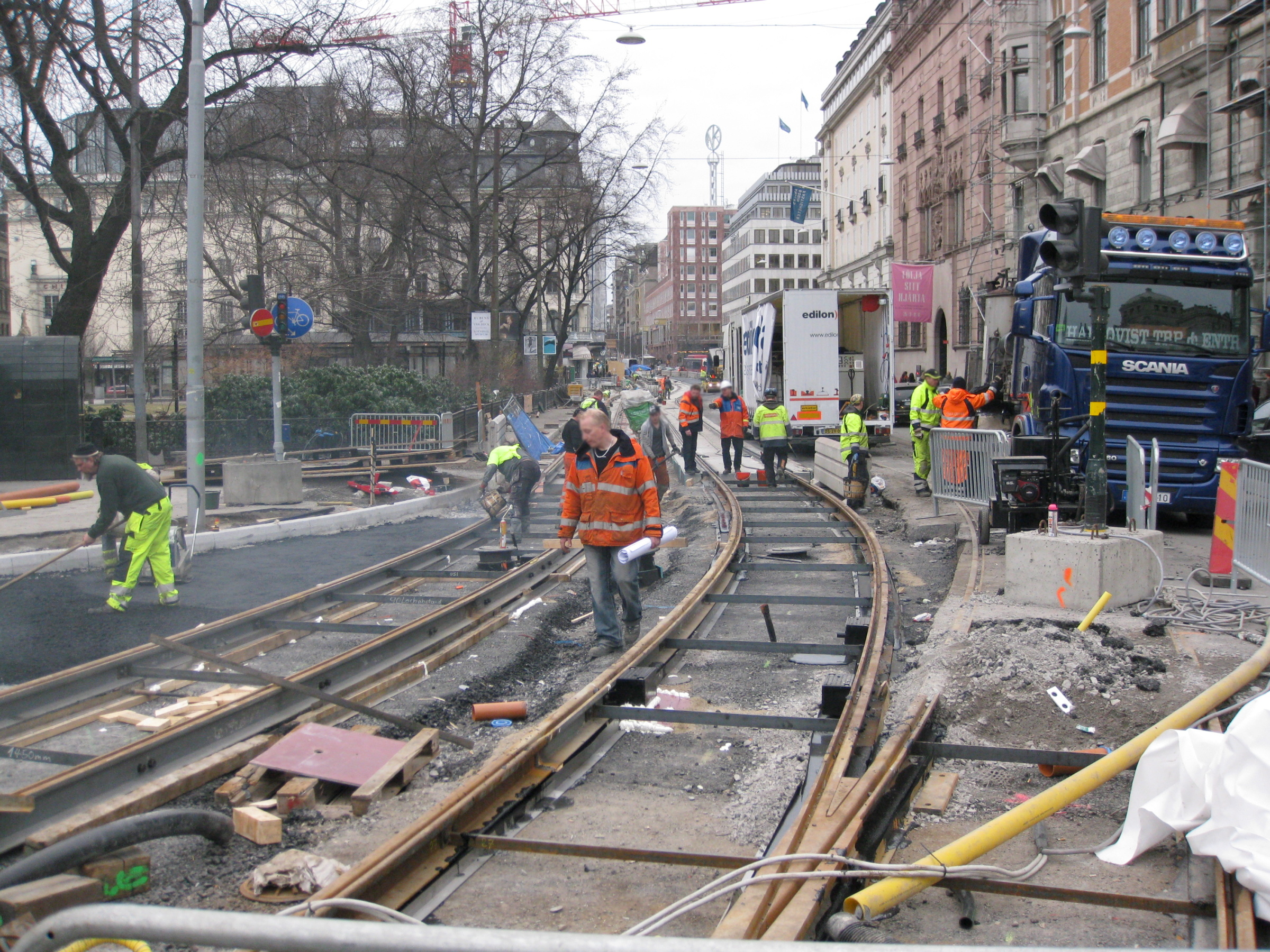
Bauarbeiten am Berzelli Park in Stockholm

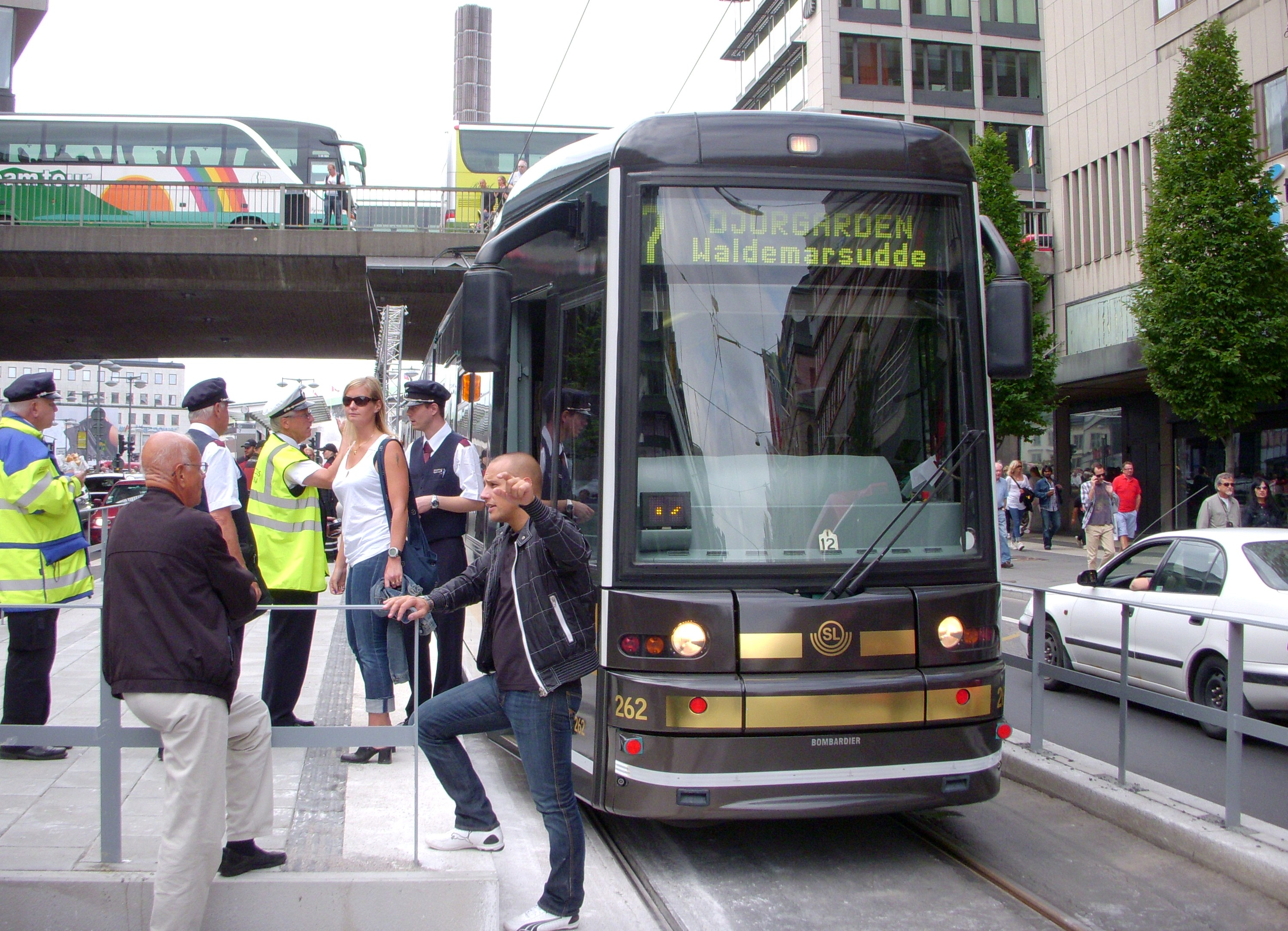
Der neue Wagen am Eröffnungstag, dem 21. August 2010

Spårväg City ist eine Straßenbahn in der Innenstadt von Stockholm.
Sie ist eine Erweiterung der Straßenbahn Djurgårdslinie, die mit historischen Wagen seit 1991 auf der Strecke von Norrmalmstorg bis Waldemarsudde betrieben wird. Die Vision ist eine Straßenbahnlinie, die Stockholms Innenstadt von Kungsholmen im Westen bis Gåshaga auf Lidingö durchfährt. In näherer Zeit wird es aber nur die 2018 fertiggestellte Verlängerung bis T-Centralen geben.

## Geschichte
Mit der Einführung des Rechtsverkehrs in Schweden am 3. September 1967 (Dagen H) wurde das bestehende Straßenbahnnetz in Stockholm stillgelegt, die Tunnelbanan und Busse sollten den Verkehr übernehmen. Seit diesem Tag bestand in Stockholm mit Ausnahme der auf eigenem Bahnkörper verkehrenden Vorortstrecken der Nockebybanan und der Lidingöbanan kein regulärer Straßenbahnlinienbetrieb mehr. Seit 1991 wurde mit historischen Wagen auf der neu errichteten Djurgårdslinie zwischen Norrmalmstorg und Waldemarsudde ein Museumsverkehr betrieben.
Seitdem wurde immer wieder ein Ausbau dieser Strecke bis zur U-Bahn-Station T-Centralen am Stockholmer Hauptbahnhof und die Integration der Strecke in das reguläre SL-Liniennetz diskutiert. Am 19. Juli 2007 wurde die Verlängerung der Djurgårdslinie bis T-Centralen und die Aufnahme eines regulären Straßenbahnbetriebs beschlossen.
Im Herbst 2009 wurde mit den Bauarbeiten am ersten Abschnitt der Strecke von Waldemarsudde bis Sergels torg begonnen, hierfür wurden die Gleise der Bestandstrecke erneuert und neue Gleise zwischen Norrmalmstorg und Sergels torg verlegt. Die Bauarbeiten wurden im Mai 2010 beendet, die Inbetriebnahme fand am 21. August 2010 statt. Die neue Linie trägt die Nummer 7, die weiterhin verkehrenden Museumswagen tragen jetzt die Bezeichnung 7N. Eine zusätzliche, zeitweise verkehrende Verstärkerlinie 7E fährt nur bis zur Wendeschleife Skansen. Die reguläre Linie 7 wendet am späten Abend aber auch dort.
Mit der Einführung von Spårväg City wurde gleichzeitig die Buslinie 47 eingestellt, die vorher in kurzer Taktung die Innenstadt mit Djurgården verbunden hatte.
Der Weiterbau vom Sergels Torg nach Westen ist erst möglich, wenn die Verstärkung der Deckenkonstruktion der Fußgängerpassage unter dem Sergels Torg abgeschlossen ist. In Zusammenhang mit diesen Baumaßnahmen wurde 2015 der Betrieb zunächst bis Kungsträdgården verkürzt. Der Betrieb bis zur neuen Haltestelle T-Centralen wurde am 3. September 2018 aufgenommen.

## Fahrzeuge
Die Stromversorgung erfolgt wie bei der Tvärbanan mit 750 V Gleichspannung.
Die Nutzung der bereits auf der Tvärbanan im Einsatz befindlichen Wagen des Typs A32 ist aber aufgrund der engen Kurvenradien der Strecke nicht möglich. Daher wurden verschiedene Fahrzeuge auf der Strecke getestet. Die Wahl fiel schließlich auf das Modell Flexity Classic der Firma Bombardier, welches bei SL nun als A34 bezeichnet wird. Weil die bestellten Neufahrzeuge nicht schnell genug verfügbar waren, wurde der Betrieb zunächst mit Leihfahrzeugen aus Norrköping und Frankfurt am Main aufgenommen. Ende 2011 sollten die bestellten Neufahrzeuge in Betrieb gehen, die geliehenen kommen dann zu ihren Leihgebern zurück. Die primäre Farbgestaltung (schwarz mit goldenen Streifen) war Gegenstand der Diskussion. Im Sommer 2011 fuhren einige Fahrzeuge mit seitlichem, großflächigem Werbeaufdruck. Im November 2011 wurde nach einer neuerlichen Abstimmung auf der Internetseite von SL beschlossen, dass die Wagen künftig die Farbe Blau tragen sollen. Dies geschieht in Anlehnung an die blau lackierten Wagen, die bis 1967 verkehrten. Der Farbton ist derselbe wie von SL in seinem Corporate Design verwendet wird. Die vorhandenen sechs Wagen wurden umlackiert.
Die A34 wurden Ende 2020 nach Norrköping abgegeben und durch modifizierte A35, die als A35B bezeichnet werden, ersetzt.

## Weiterer Ausbau
Ein Streckenast ist von der Djurgårdsbro über Frihamnen nach Ropsten geplant. Durch die Streckenführung durch den Frihamnen, dessen industrielle Nutzung zunehmend reduziert werden soll und in dem Wohn- und Geschäftsgebäude geplant sind, wird dieser Stadtteil an den öffentlichen Nahverkehr angebunden. In Ropsten erfolgt eine Verknüpfung mit dem Roten Ast der Tunnelbana und der Lidingöbana. Zu einem späteren Zeitpunkt sollen die Straßenbahnen von der Innenstadt auf die Lidingöbahn übergehen und bis Gåshaga durchfahren.
Am 30. August 2011 wurde der zweite Bauabschnitt von der Djurgårdsbro bis Ropsten und die durchgehende Verknüpfung mit der Lidingöbana bis nach Gåshaga beschlossen, einschließlich eines neuen Straßenbahndepots auf Lidingö.
Dieses Projekt wird nicht weiter verfolgt.
Es existieren auch Pläne, die Strecke nach Westen über T-Centralen auf die Insel Kungsholmen zu verlängern, um dort ein Neubaugebiet im Nordwesten der Insel zu erschließen.